# Деметрадзе Георгій Шалвович
Георгій Шалвович Деметрадзе (груз. გიორგი დემეტრაძე, 26 вересня 1976, Тбілісі) — грузинський футболіст, нападник. Найкращий бомбардир чемпіонату України 2003/04.

## Біографія
Георгій Деметрадзе — вихованець молодіжної команди «Динамо» з Тбілісі. Він підписав професійний контракт з клубом в 1994 році, після двох років виступів за «Кахеті» з Телаві.
У 1997 році на правах оренди перейшов на півроку в роттердамський «Феєноорд», але травма не дозволила йому часто виходити на поле. Після сезону в Нідерландах грав за російський клуб «Аланія», у складі якого став у 1999 році найкращим бомбардиром чемпіонату Росії.
У 2000 році за 3 млн $ був проданий в київське «Динамо», де став чемпіоном України. У матчі Ліги чемпіонів проти «Манчестер Юнайтед» він мав можливість вибити англійський клуб з турніру, однак не забив у порожні ворота. Як зізнавався пізніше, закріпитися в «Динамо» не зміг через вимоги Лобановського до відпрацювання в обороні.
На початку 2001 за 5 млн $ був проданий в клуб іспанської Прімери, «Реал Сосьєдад», проте за цілий рік провів тільки 13 ігор. Причина — травма коліна. З 2002 перебував в оренді: виступав за московський «Локомотив» і владикавказьку «Аланію».
З 2003 року грав у донецькому «Металурзі», але в середині 2005 року втретє повернувся в «Аланію». Після вильоту останньої з російської Прем'єр-ліги, на правах оренди перейшов до ізраїльського «Маккабі» з Тель-Авіва, але не зміг показати високий клас гри і після півроку повернувся в «Металург».
У 2007 році перейшов до київського «Арсенал». З вересня 2008 року почав виступи за ФК «Баку».
У квітні 2010 року повернувся на батьківщину, де дебютував у складі клубу «Спартак-Цхінвалі».
8 липня 2010 співробітниками Головного управління Тбілісі і контртерористичного центру МВС Грузії Деметрадзе був затриманий за звинуваченням у зв'язках з злодійським світом, а також за участь в підпільному тоталізаторі, де був колектором, стягуючи гроші з неплатників за боргами тоталізатора. 23 березня 2011 був засуджений Тбіліським міським судом до 6 років позбавлення волі.

## Титули та досягнення
- Чемпіон Грузії: 1994-95, 1995-96 і 1996-97.
- Володар Кубка Грузії: 1994-95, 1995-96 і 1996-97.
- Володар Суперкубка Грузії: 1996
- Чемпіон України: 1999–2000.
- Найкращий бомбардир чемпіонату Грузії сезону 1996-97.
- Найкращий бомбардир чемпіонату Росії 1999 року.
- Найкращий бомбардир чемпіонату України: 2003-04

### У чемпіонатах України
Інформація станом на 1 серпня 2009 року.
| Клуб               | Сезон   | Матчі | Голи |
| ------------------ | ------- | ----- | ---- |
| Динамо (Київ)      | 1999/00 | 14    | 7    |
| Динамо (Київ)      | 2000/01 | 12    | 8    |
| Динамо (Київ)      | Загалом | 26    | 15   |
| Металург (Донецьк) | 2002/03 | 15    | 8    |
| Металург (Донецьк) | 2003/04 | 28    | 18   |
| Металург (Донецьк) | 2004/05 | 24    | 4    |
| Металург (Донецьк) | 2005/06 | 3     | 2    |
| Металург (Донецьк) | 2006/07 | 16    | 2    |
| Металург (Донецьк) | Загалом | 86    | 34   |
| Арсенал (Київ)     | 2007/08 | 18    | 3    |
| Арсенал (Київ)     | Загалом | 18    | 3    |
| Загалом            | Загалом | 130   | 52   |